# Oberdan Biagioni
Oberdan Biagioni (Roma, 17 ottobre 1969) è un allenatore di calcio ed ex calciatore italiano, di ruolo centrocampista.

## Caratteristiche tecniche

### Giocatore
Era un centrocampista offensivo, dotato di estro, fantasia e rapidità, nonché uno specialista nei calci di punizione e calci di rigore.

### Allenatore
Utilizza il modulo tattico 4-3-3.

## Carriera

### Giocatore
È stato lanciato definitivamente dal Cosenza che lo ingaggia per la stagione 1990-1991 dalla Lazio, con la quale aveva esordito in Serie B il 6 marzo 1988 in Lazio-Modena (3-0), facendolo così tornare tra i cadetti dopo il prestito biennale al Monopoli (squadra militante in Serie C1). Con la squadra rossoblù disputa due campionati, entrambi sotto la guida di Edoardo Reja che lo schiera da titolare. Nella squadra silana forma il reparto centrale insieme a Luigi De Rosa e Giuseppe Compagno. Alla prima stagione ottiene con il Cosenza la salvezza, mentre in quella successiva sfiora la storica promozione in Serie A persa invece nell'ultima giornata a Lecce.
A fine stagione passa al Foggia in Serie A, allenato allora da Zdeněk Zeman, che lo fa debuttare in massima serie il 6 settembre 1992 contro il Milan (sconfitta per 1-0). Con i satanelli Biagioni gioca per una stagione, totalizzando 24 presenze e 5 reti. L'anno dopo resta ancora in Serie A trasferendosi all'Udinese, dove, oltre alla retrocessione della sua squadra, riesce a collezionare 14 gettoni di presenza. La stagione seguente torna di nuovo in Puglia, ancora nel Foggia, quando il campionato dei rossoneri si conclude con una retrocessione in Serie B.
A novembre del 1995 riparte dalla Serie B indossando la maglia arancione della Pistoiese alla quale non bastano i suoi 4 gol in 23 partite per evitare la retrocessione in Serie C. Così, dopo tre retrocessioni consecutive, Biagioni torna nel Foggia (Serie B); ma con i rossoneri non trova spazio sicché a dicembre passa in Serie C1 alla Fidelis Andria, con la quale ottiene subito la promozione in seconda serie. Resta con la squadra azzurra anche nella successiva stagione cadetta, in cui è autore di 15 reti in 36 gare. A fine stagione passa al Brescia (1998-1999), squadra di Serie B. Le rondinelle a fine torneo si piazzano in settima posizione, con Biagioni che ha giocato 23 partite.
Lo ingaggia nuovamente il Cosenza e con la squadra silana disputa una stagione di Serie B, venendo allenato da Bortolo Mutti e dal suo ex compagno di squadra dello stesso Cosenza, Luigi De Rosa. A fine stagione viene ceduto al Crotone, squadra appena promossa in Serie B per la prima volta nella sua storia; qui subisce un infortunio. La sua carriera continua poi nelle serie minori, indossando per due stagioni la maglia del Giulianova in Serie C1, prima di chiudere in Serie C2 nel Tivoli con il calcio giocato.
Nella massima serie conta 60 presenze e 8 gol, tutti realizzati con la maglia del Foggia.

### Allenatore
Intraprende poi la carriera di allenatore guidando lo stesso Tivoli per due anni, il Terracina per un altro biennio intramezzato dall'esperienza all'Ostia Mare (durata fino a novembre 2007) e poi l'Andria nel girone B del campionato di Prima Divisione della Lega Pro, incarico da cui viene sollevato il 15 settembre 2009.
Il 26 marzo 2012 rileva Alessandro Conticchio come allenatore della Viterbese. Nell'estate 2012 viene esonerato dalla società Viterbese Calcio e subentra al suo posto Massimiliano Farris. Nel 2013 è responsabile del settore giovanile e della scuola calcio del Grifone Monteverde. Dal 27 dicembre 2013 è il nuovo allenatore dell'Olbia, nel girone G della Serie D. Il 27 ottobre 2014 viene richiamato alla guida dell'Olbia in Serie D. Dopo aver perso i play off al terzo turno con la Viterbese, l'Olbia gli conferma la fiducia anche per la stagione 2015-2016, la prima alla guida dei Bianchi da inizio stagione. Il 6 gennaio seguente, il neo presidente Alessandro Marino, lo esonera dopo la sconfitta nel derby contro la Torres.
Il 22 novembre diventa il nuovo allenatore del Potenza. Al termine della stagione raggiunge l'obiettivo della salvezza, e nonostante un'iniziale riconferma, il 12 luglio 2017 viene sostituito da Nicola Ragno, reduce dalla vittoria del campionato con il Bisceglie.
Il 17 ottobre 2018, diventa il nuovo allenatore del Messina al posto dell'esonerato Pietro Infantino. Il 10 aprile 2019, nonostante una situazione di classifica tranquilla e pur avendo raggiunto la finale di Coppa Italia Serie D, viene esonerato per motivi disciplinari Dal luglio al 5 agosto 2019 è allenatore dell'Agropoli. Nel 2020 viene nominato allenatore del Trapani, ma il suo contratto non sarà mai ratificato.
Alla vigilia di Natale del 2021, sostituisce Stefano Campolo sulla panchina del Lanusei, formazione sarda che milita nel girone G della Serie D. Dopo non essere riuscito a evitare la retrocessione in Eccellenza, lascia la guida tecnica degli ogliastrini e nell'estate 2022 fa ritorno all'Olbia, per guidare la formazione Primavera.
Il 4 aprile 2024, a seguito dell'esonero di Marco Gaburro, a sua volta subentrato a Leandro Greco, viene promosso allenatore della prima squadra, sino al termine della stagione. Per lui è la terza avventura da allenatore dell'Olbia. Tuttavia non riesce a invertire il trend negativo e la squadra retrocede in quarta serie.
Il 14 novembre seguente viene ufficializzato come nuovo allenatore del San Marino, squadra di Serie D che occupa il penultimo posto in classifica, dove subentra all'esonerato Emmanuel Cascione. Al termine della stagione, dopo aver salvato la squadra, non viene confermato.

## Statistiche

### Statistiche da allenatore
Statistiche aggiornate al 11 maggio 2025.
| Stagione            | Squadra          | Campionato       | Campionato | Campionato | Campionato | Campionato | Coppe nazionali | Coppe nazionali | Coppe nazionali | Coppe nazionali | Coppe nazionali | Coppe continentali | Coppe continentali | Coppe continentali | Coppe continentali | Coppe continentali | Altre coppe | Altre coppe | Altre coppe | Altre coppe | Altre coppe | Totale | Totale | Totale | Totale | % Vittorie | Piazzamento       |
| Stagione            | Squadra          | Comp             | G          | V          | N          | P          | Comp            | G               | V               | N               | P               | Comp               | G                  | V                  | N                  | P                  | Comp        | G           | V           | N           | P           | G      | V      | N      | P      | %          | Piazzamento       |
| ------------------- | ---------------- | ---------------- | ---------- | ---------- | ---------- | ---------- | --------------- | --------------- | --------------- | --------------- | --------------- | ------------------ | ------------------ | ------------------ | ------------------ | ------------------ | ----------- | ----------- | ----------- | ----------- | ----------- | ------ | ------ | ------ | ------ | ---------- | ----------------- |
| 2004-2005           | Tivoli           | D                | 34         | 11         | 10         | 13         | CI-D            | 2               | 0               | 0               | 2               | -                  | -                  | -                  | -                  | -                  | -           | -           | -           | -           | -           | 36     | 11     | 10     | 15     | 30,56      | 12º               |
| gen.-giu. 2006      | Tivoli           | D                | 15         | 4          | 7          | 4          | CI-D            | -               | -               | -               | -               | -                  | -                  | -                  | -                  | -                  | -           | -           | -           | -           | -           | 15     | 4      | 7      | 4      | 26,67      | Sub., 12º         |
| Totale Tivoli       | Totale Tivoli    | Totale Tivoli    | 49         | 15         | 17         | 17         |                 | 2               | 0               | 0               | 2               |                    | -                  | -                  | -                  | -                  |             | -           | -           | -           | -           | 51     | 15     | 17     | 19     | 29,41      |                   |
| 2006-2007           | Terracina        | Ecc.             | 34         | 17         | 7          | 10         | CI-Ecc.         | -               | -               | -               | -               | -                  | -                  | -                  | -                  | -                  | -           | -           | -           | -           | -           | 34     | 17     | 7      | 10     | 50,00      | 6º                |
| lug.-nov. 2007      | Ostia Mare       | D                | 13         | 2          | 5          | 6          | CI-D            | 4               | 1               | 1               | 2               | -                  | -                  | -                  | -                  | -                  | -           | -           | -           | -           | -           | 17     | 3      | 6      | 8      | 17,65      | Eson.             |
| 2008-2009           | Terracina        | Ecc.             | 34         | 15         | 8          | 11         | CI-Ecc.         | -               | -               | -               | -               | -                  | -                  | -                  | -                  | -                  | -           | -           | -           | -           | -           | 34     | 15     | 8      | 11     | 44,12      | 6º                |
| Totale Terracina    | Totale Terracina | Totale Terracina | 68         | 32         | 15         | 21         |                 | -               | -               | -               | -               |                    | -                  | -                  | -                  | -                  |             | -           | -           | -           | -           | 68     | 32     | 15     | 21     | 47,06      |                   |
| lug.-set. 2009      | Andria BAT       | 1D               | 3          | 0          | 0          | 3          | CI-LP           | 4               | 1               | 1               | 2               | -                  | -                  | -                  | -                  | -                  | -           | -           | -           | -           | -           | 7      | 1      | 1      | 5      | 14,29      | Eson.             |
| mar.-giu. 2012      | Viterbese        | D                | 6          | 2          | 2          | 2          | CI-D            | -               | -               | -               | -               | -                  | -                  | -                  | -                  | -                  | -           | -           | -           | -           | -           | 6      | 2      | 2      | 2      | 33,33      | Sub., 9º          |
| dic. 2013-2014      | Olbia            | D                | 17+1       | 9          | 5          | 3+1        | CI-D            | -               | -               | -               | -               | -                  | -                  | -                  | -                  | -                  | -           | -           | -           | -           | -           | 18     | 9      | 5      | 4      | 50,00      | Sub., 4º          |
| nov. 2014-2015      | Olbia            | D                | 26+2       | 14+1       | 5          | 7+1        | CI-D            | -               | -               | -               | -               | -                  | -                  | -                  | -                  | -                  | -           | -           | -           | -           | -           | 28     | 15     | 5      | 8      | 53,57      | Sub., 3º          |
| 2015-gen. 2016      | Olbia            | D                | 18         | 9          | 3          | 6          | CI-D            | 2               | 1               | 0               | 1               | -                  | -                  | -                  | -                  | -                  | -           | -           | -           | -           | -           | 20     | 10     | 3      | 7      | 50,00      | Eson.             |
| nov. 2016-2017      | Potenza          | D                | 22         | 6          | 9          | 7          | CI-D            | -               | -               | -               | -               | -                  | -                  | -                  | -                  | -                  | -           | -           | -           | -           | -           | 22     | 6      | 9      | 7      | 27,27      | Sub., 8º          |
| ott. 2018-apr. 2019 | Messina          | D                | 25         | 8          | 8          | 9          | CI-D            | 4               | 2               | 2               | 0               | -                  | -                  | -                  | -                  | -                  | -           | -           | -           | -           | -           | 29     | 10     | 10     | 9      | 34,48      | Sub., Eson.       |
| gen.-giu. 2022      | Lanusei          | D                | 18         | 3          | 6          | 9          | CI-D            | -               | -               | -               | -               | -                  | -                  | -                  | -                  | -                  | -           | -           | -           | -           | -           | 18     | 3      | 6      | 9      | 16,67      | Sub., 17º (retr.) |
| apr.-giu. 2024      | Olbia            | C                | 3          | 0          | 1          | 2          | CI-C            | -               | -               | -               | -               | -                  | -                  | -                  | -                  | -                  | -           | -           | -           | -           | -           | 3      | 0      | 1      | 2      | &0,00      | Sub., 20º (retr.) |
| Totale Olbia        | Totale Olbia     | Totale Olbia     | 67         | 33         | 14         | 20         |                 | 2               | 1               | 0               | 1               |                    | -                  | -                  | -                  | -                  |             | -           | -           | -           | -           | 69     | 34     | 14     | 21     | 49,28      |                   |
| nov. 2024-2025      | San Marino       | D                | 23         | 8          | 6          | 9          | CI-D            | -               | -               | -               | -               | -                  | -                  | -                  | -                  | -                  | -           | -           | -           | -           | -           | 23     | 8      | 6      | 9      | 34,78      | Sub., 12º         |
| Totale carriera     | Totale carriera  | Totale carriera  | 295        | 109        | 82         | 103        |                 | 16              | 5               | 4               | 7               |                    | -                  | -                  | -                  | -                  |             | -           | -           | -           | -           | 310    | 114    | 86     | 110    | 36,77      |                   |

## Palmarès

### Giocatore

#### Competizioni giovanili
- Campionato Primavera: 1

Lazio: 1986-1987

#### Competizioni nazionali
- Serie C1: 1

Fidelis Andria: 1996-1997